# Przyborowo (powiat gnieźnieński)
Przyborowo – wieś w Polsce położona w województwie wielkopolskim, w powiecie gnieźnieńskim, w gminie Łubowo przy drodze wojewódzkiej nr 434.
W latach 1975–1998 miejscowość należała administracyjnie do województwa poznańskiego.